# Rivière aux Sapins (rivière Boisbouscache)
Pour les articles homonymes, voir Rivière aux Sapins et Sapin (homonymie).
La rivière aux Sapins coule successivement dans les municipalités de Saint-Mathieu-de-Rioux, de Sainte-Françoise et de Saint-Jean-de-Dieu, dans la municipalité régionale de comté (MRC) de Les Basques, dans la région administrative du Bas-Saint-Laurent, au Québec, au Canada.
La rivière aux Sapins est un affluent de la rive nord de la rivière Boisbouscache laquelle coule vers l'ouest jusqu'à la rive nord-est de la rivière des Trois Pistoles ; cette dernière coule vers le nord jusqu'au littoral sud-est du fleuve Saint-Laurent où elle se déverse dans la municipalité de Notre-Dame-des-Neiges, dans la municipalité régionale de comté (MRC) des Basques.

## Géographie
La rivière aux Sapins prend sa source en zone forestière et montagneuse, à l'embouchure du lac de la Grenouille (longueur : 1,0 ; altitude : 435 m), dans la municipalité de Saint-Mathieu-de-Rioux, au cœur des monts Notre-Dame. Cette source est située entre le lac à la Truite et le lac à la Loutre, à 14,7 km au sud-est du littoral sud-est de l'estuaire du Saint-Laurent, à 8,8 km au sud-est du centre du village de Saint-Mathieu-de-Rioux et à 12,2 km à l'est du centre du village de Sainte-Françoise.
À partir de sa source, la rivière aux Sapins coule sur 10,2 km à travers le massif des Appalaches, répartis selon les segments suivants :
- 1,8 km vers le sud-ouest dans Saint-Mathieu-de-Rioux, jusqu'à l'embouchure du lac Rimouski Ouest" (longueur : 0,7 km ; altitude : 412 m) que le courant traverse vers l'ouest jusqu'à son embouchure ;
- 2,1 km vers le sud-ouest, jusqu'à la confluence de la décharge du lac Éric (venant de l'est) ;
- 3,9 km vers le sud-ouest, jusqu'à la limite de Sainte-Françoise ;
- 4,6 km vers le sud-ouest, jusqu'au pont de la route 296 ;
- 0,9 km vers le sud-ouest, jusqu'à la confluence du ruisseau du Français (venant du nord) ;
- 0,8 km vers le sud-ouest, jusqu'à la confluence de la rivière Ferrée (rivière aux Sapins) (venant de l'est) ;
- 1,5 km vers le sud-ouest, jusqu'à la route Côté ;
- 2,6 km vers le sud-ouest, jusqu'à la limite de Saint-Jean-de-Dieu ;
- 1,9 km vers le sud, jusqu'à la route 293 ;
- 3,4 km vers le sud-ouest, jusqu'à sa confluence.

La "rivière aux Sapins" se déverse dans Saint-Jean-de-Dieu sur la rive nord de la rivière Boisbouscache, laquelle coule vers l'ouest jusqu'à la rive nord-est de la rivière des Trois-Pistoles. La confluence de la rivière aux Sapins est située à 1,3 km en amont de la confluence de la rivière Boisbouscache et à 2,1 km en aval de la confluence de la rivière aux Bouleaux (rivière Boisbouscache).

## Toponymie
Le toponyme « rivière aux Sapins » a été officialisé le 5 décembre 1968 à la Commission de toponymie du Québec.